# Љуба Сретеновић
Љуба Сретеновић је главни лик Драгослава Михаиловића из његовог романа Кад су цветале тикве из 1968. године.
Роман је исприповедан у ја форми, а главни лик, Љуба Сретеновић, осим што је главни јунак, он је и приповедач романа. Кроз његову визуру приказани су сви догађаји и ликови.
Љуба Сретеновић, боксер са надимком Шампион живи у Естерсунду, у Шведској са својом женом Инге и има 38 година. Запослен је у једној фабрици у којој је као радник јако цењен. Поред тога је члан синдиката и тренер боксерског фабричког клуба.
Често се сети дома, па га хвата носталгија. Тада се његова личност у потпуности мења, постаје нервозан, само ћути и пије. А онда седне у кола и путује у своју Југославију.
Након три дана путовања долази на границу и прелази у Словенију, остаје сат, два и враћа се назад за Шведску. За неко време је миран, чежња је умирена.
Одрастао је на периферији Београда, на улицама Душановца где су се скуљали пробисвети и мангупи.
После рата 1947. године почиње да боксује и проричу му блиставу каријеру која се убрзо компликује за време Информбироа и сукоба са Русијом, када му хапсе оца и брата.
Касније након одласка у војску и немилих догађаја који су се издешавали за то време одлази у Шведску где се прича наставља.